# Am Kreuz 4/6

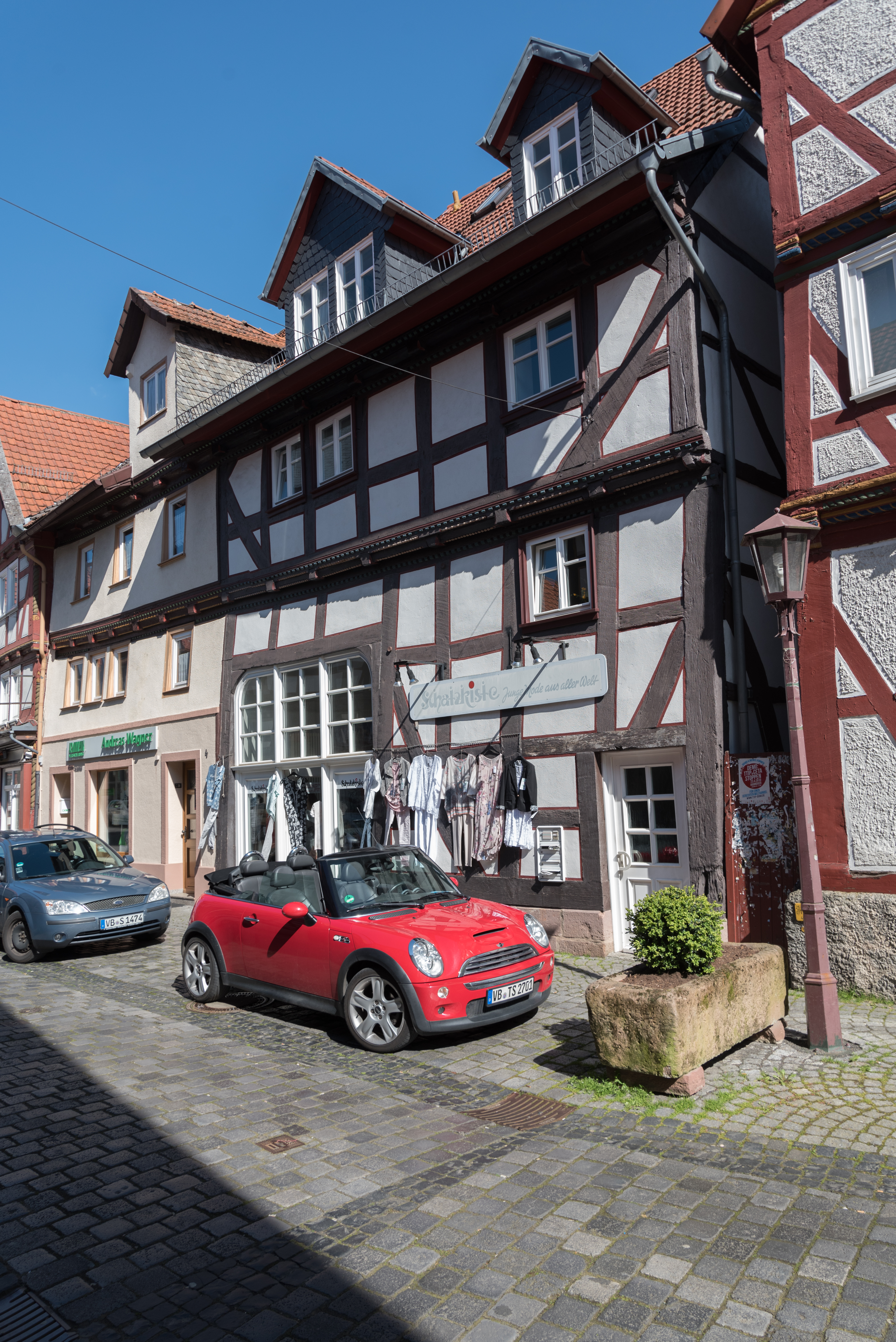
Gebäude Am Kreuz 4 und 6 (rechts)

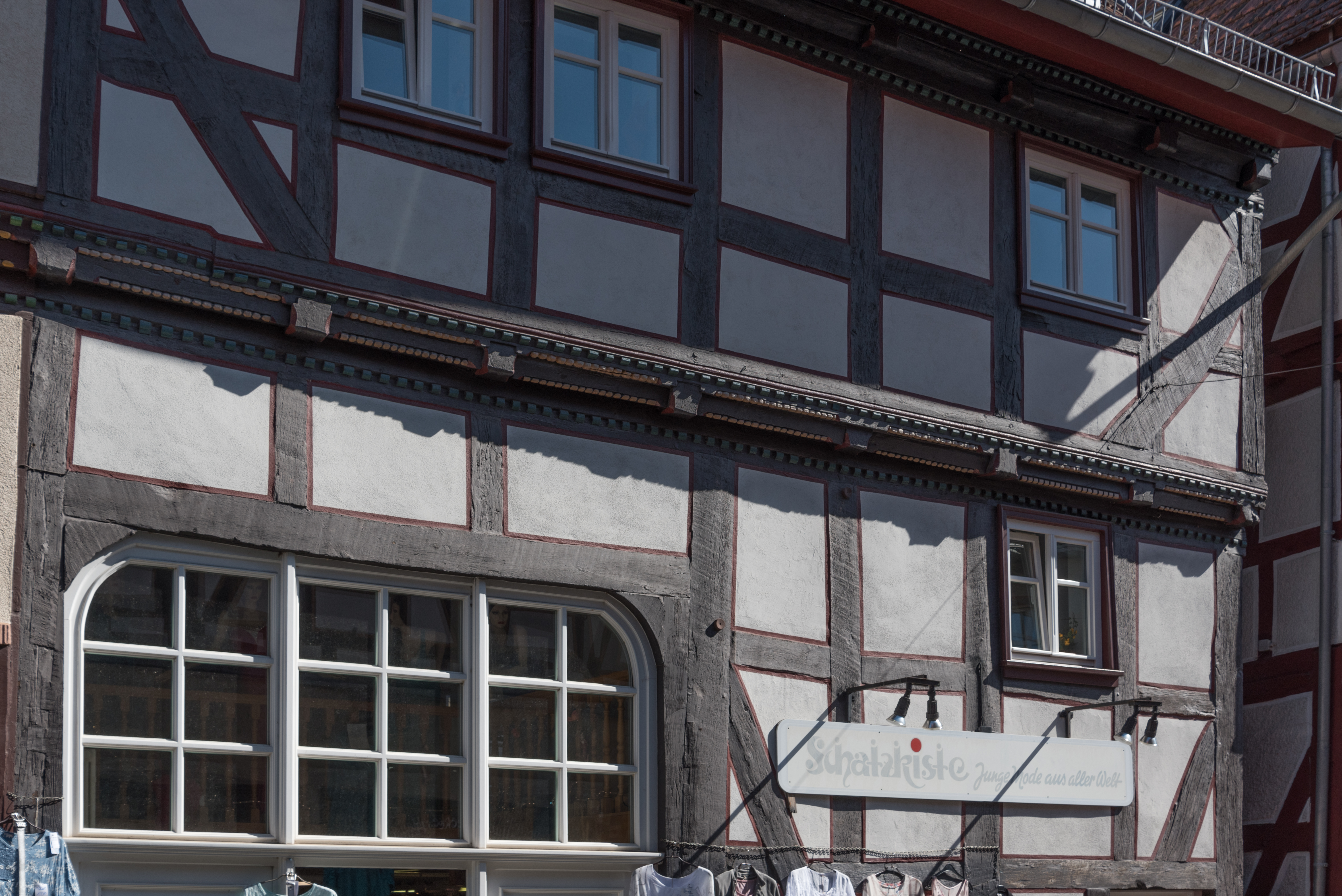
Gebäude Am Kreuz 6, Fries

Die Gebäude Am Kreuz 4/6 in Alsfeld, einer Stadt im Vogelsbergkreis in Hessen, wurden im frühen 18. Jahrhundert errichtet. Die Fachwerkhäuser innerhalb des Stadtkerns sind geschützte Kulturdenkmäler.

## Beschreibung
Das  Wohnhaus steht an der linken und der Wirtschaftsbereich an der rechten Seite. Er hat eine hohe Toreinfahrt und einen Klötzchenfries mit unterlegten Perlschnüren. Beide Gebäude haben Dachgauben.
Im Jahr 1997 wurde die Sanierung der Häuser abgeschlossen.